# Vilandrica
Vilandrica (en serbe cyrillique : Виландрица) est un village de Serbie situé dans la municipalité de Gadžin Han, district de Nišava. Au recensement de 2011, il comptait 148 habitants.

## Démographie
| 1948 | 1953 | 1961 | 1971 | 1981 | 1991 | 2002 | 2011 |
| ---- | ---- | ---- | ---- | ---- | ---- | ---- | ---- |
| 336  | 339  | 324  | 269  | 227  | 201  | 179  | 148  |

|  |